# Super TV
Super TV è una emittente televisiva locale italiana che ha sede in provincia di Brescia, a Corzano in via Dante Alighieri 6.

## Storia
Nata nel 1976 a partire da Radio Super (fondata a sua volta nel 1974), molti dei programmi in onda su questo canale vengono infatti trasmessi in simulcast dagli studi di tale emittente radiofonica.
Super TV fa parte del Gruppo Agostino Rabizzi, il quale possiede anche le televisioni Video Brescia, Tele Leonessa e Brescia Info 24 oltre alle emittenti radiofoniche Mira Radio, Radio Brescia La Leonessa e alla già citata Radio Super.

## Programmi
- Radio Super
- Parlimone con Luciano Bettoni
- Il diretto delle 10:00
- Sul divano con Ivano
- Videosaluti
- Consulenza Aperta
- Incontri...
- Serata italiana
- Superpoint
- Casa Omar
- Medicina in primo piano
- Mixer Italia
- Santa Messa

### Ripetitori MUX SUPERTV A (UHF 32)[2]
| Postazione                     | Comune               | Provincia |
| Colle Vedetta - Via Buttafuoco | Brescia              | BS        |
| Monte Maddalena - Cavrelle     | Brescia              | BS        |
| Pizzo Cornacchia - Vesalla     | Brione               | BS        |
| Monte Netto - Torrazza         | Capriano del Colle   | BS        |
| Bargnano - Via Alighieri       | Corzano              | BS        |
| Stadio - Via King              | Leno                 | BS        |
| Rova - Roccolo Arrighi         | Lonato del Garda     | BS        |
| Selva Piana                    | Villanuova sul Clisi | BS        |